# 今村洋
今村 洋（いまむら ひろし）は、日本の男性俳優、声優。

## 出演作品

### テレビドラマ
- 6羽のかもめ 第21話「恋はすまじ」（1975年、フジテレビ）
- 伝七捕物帳（NTV / ユニオン映画）
  - 第96話「死神が匙を投げた女」（1976年）
  - 第129話「愛の絆に灯がともる」（1976年）
- 大江戸捜査網 第128話「江戸に吹く凶悪の嵐」（1976年、東京12チャンネル / 三船プロダクション）

### テレビアニメ
1974年
- ダメおやじ

1975年
- ドン・チャック物語